# Биверхед (кратер)
Биверхед — ударный кратер, который сформировался в результате падения метеорита около 600 млн лет назад. Удар создал кратер около 60 км в диаметре.
Находится в США, в штатах Айдахо и Монтана. Был обнаружен в 1990 году.